# Jeanne Geneviève Labrosse

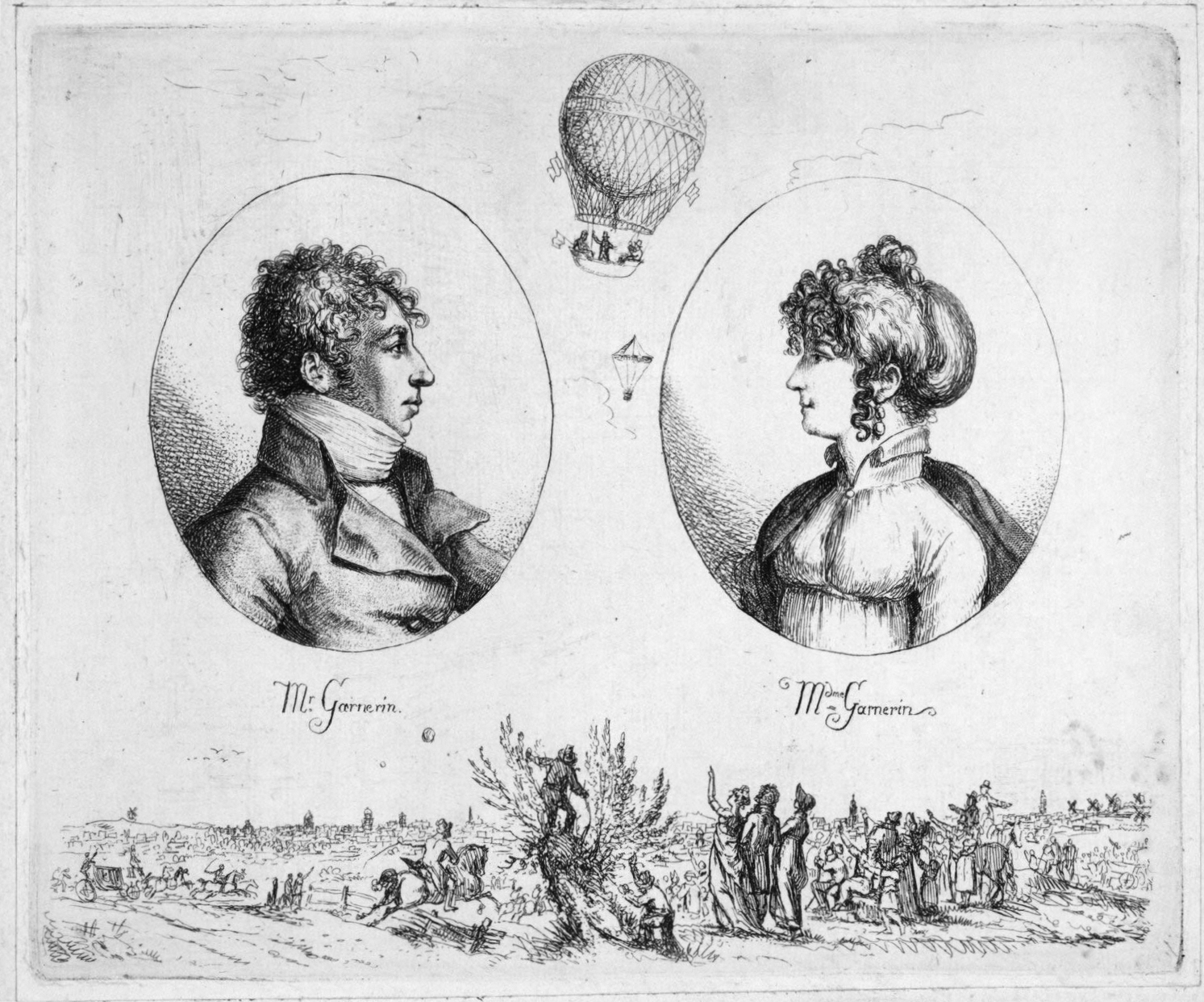
Monsieur e Madame Garnerin (Christoph Haller von Hallerstein [de], c. 1803)

Jeanne Geneviève Garnerin (7 de março de 1775 - 14 de junho de 1847) foi uma balonista e paraquedista francesa.

## Carreira

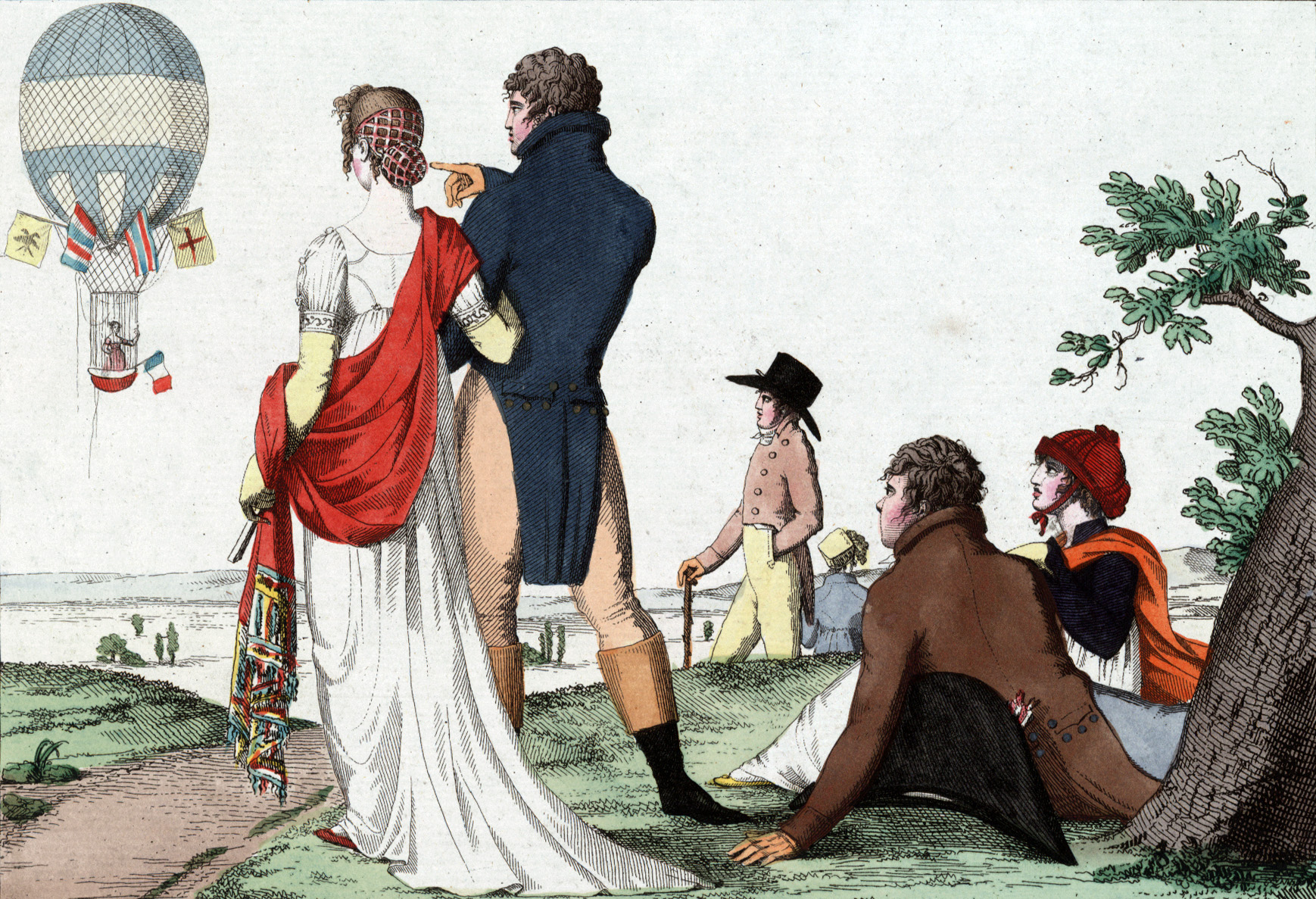
Espectadores assistindo Garnerin subir em um balão em 28 de março de 1802. Arte publicada na década de 1870 em uma histórica revista de moda parisiense.

Ela foi a primeira a subir sozinha e a primeira mulher a fazer uma descida de paraquedas (na gôndola), a partir de uma altitude de 900 metros (3 000 pés) em 12 de outubro de 1799.

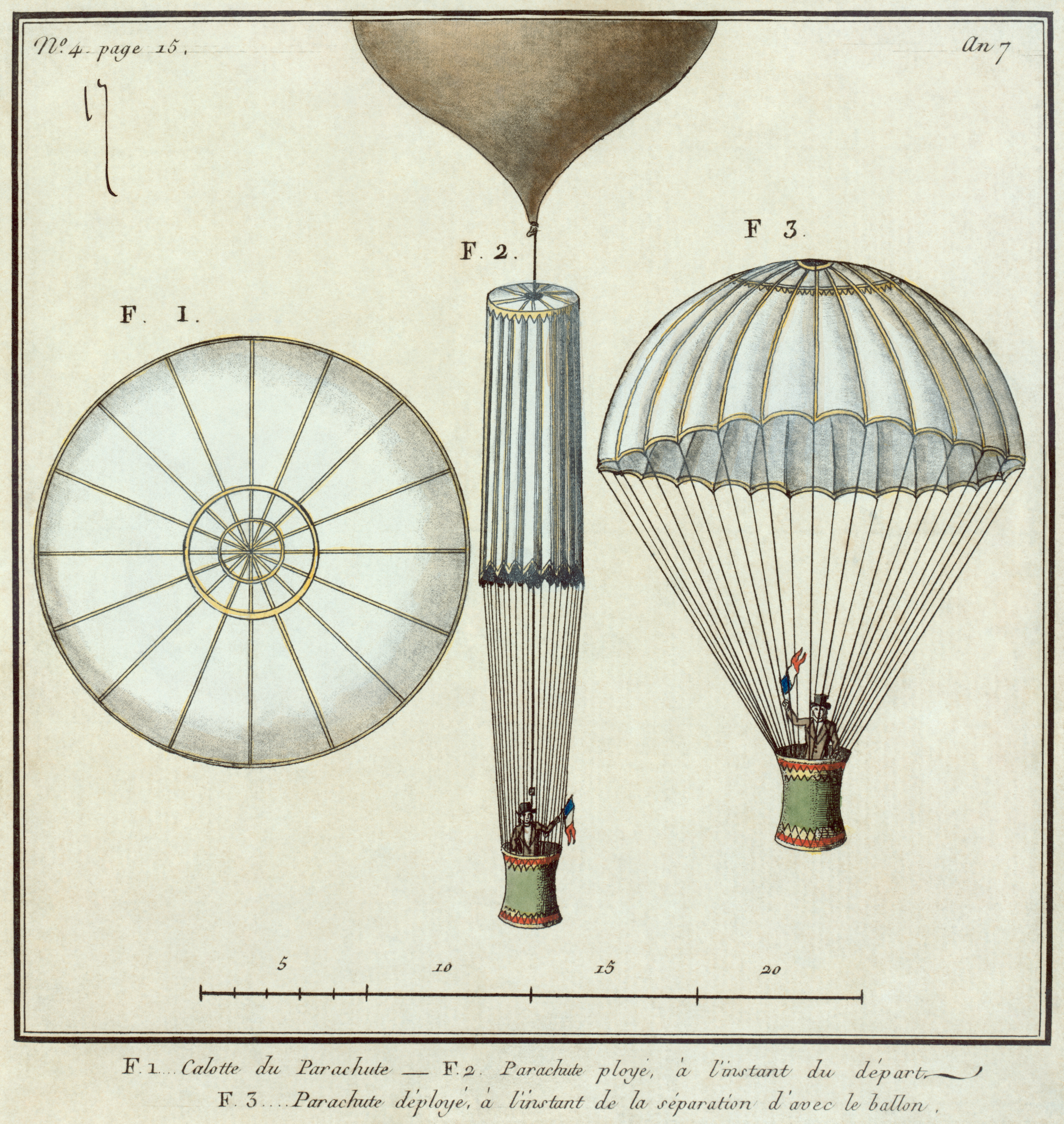
Representação esquemática do primeiro paraquedas de Garnerin usado na descida do Parc Monceau de 22 de outubro de 1797. A ilustração data do início do século XIX.

Labrosse voou pela primeira vez em 10 de novembro de 1798, uma das primeiras mulheres a voar em um balão. Ela era esposa de André-Jacques Garnerin, um balonista de hidrogênio e inventor do paraquedas sem moldura.

## Patente para paraquedas
Em 11 de outubro de 1802, ela entrou com um pedido de patente em nome de seu marido para: "Um dispositivo chamado paraquedas, destinado a retardar a queda do cesto após o balão estourar. Seus órgãos vitais são uma tampa de pano que sustenta a cesta e um círculo de madeira abaixo e fora do paraquedas e usado para mantê-lo aberto durante a escalada: ele deve executar sua tarefa no momento da separação do balão, mantendo uma coluna de ar."